# Енарехос
Енарехос (ісп. Henarejos) — муніципалітет в Іспанії, у складі автономної спільноти Кастилія-Ла-Манча, у провінції Куенка. Населення — 207 осіб (2010).
Муніципалітет розташований на відстані близько 200 км на схід від Мадрида, 60 км на схід від Куенки.

## Демографія
Динаміка населення (INE ):

## Галерея зображень

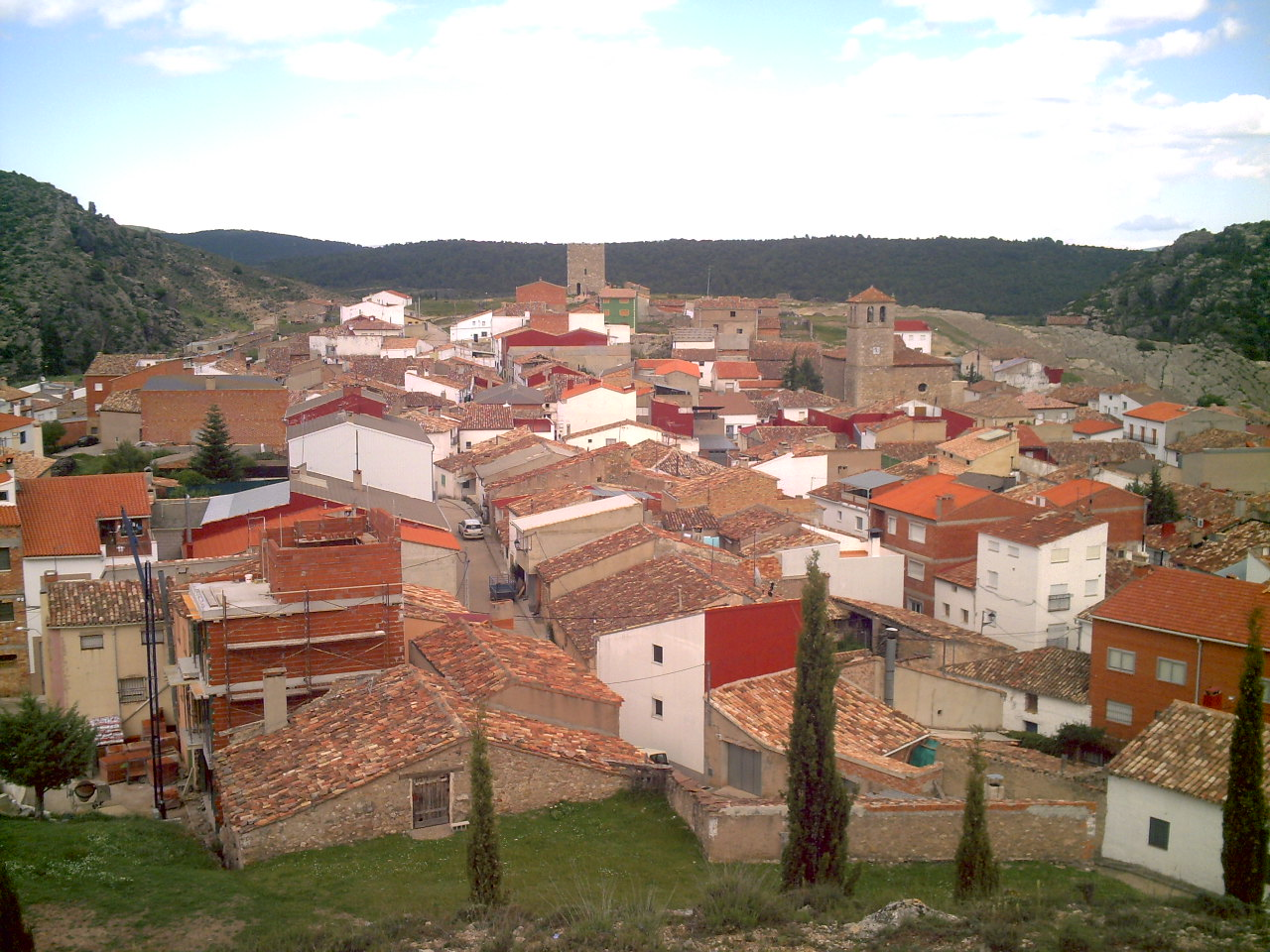
Енарехос
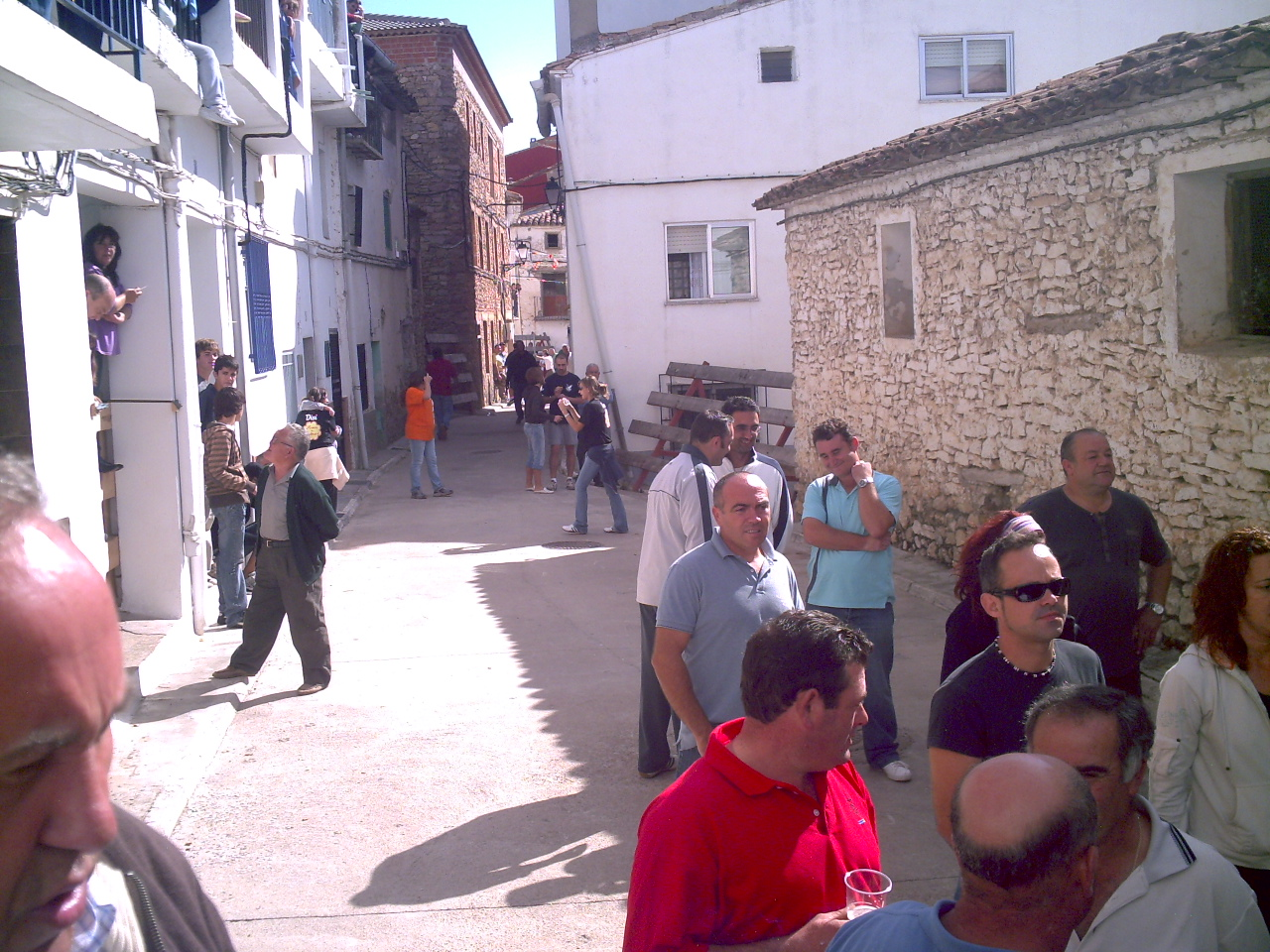
Одна з вулиць у день корриди